# Departamento Río Grande
Das Departamento Río Grande liegt im Norden der Provinz Tierra del Fuego im Süden Argentiniens und ist eine von 3 Verwaltungseinheiten der Provinz. 
Es grenzt im Norden und Osten an den Atlantischen Ozean, im Süden an das Departamento Tolhuin und im Westen an Chile.
Die Hauptstadt des Departamento Río Grande ist der gleichnamige Ort Río Grande.

## Geschichte
Das Departamento wurde am 8. April 1970 gegründet und war eines der beiden ursprünglichen Departamentos der Provinz Tierra del Fuego (Feuerland). Es verkleinerte sich am 27. Oktober 2017 durch die Abspaltung der südlichen Teile des Departamento Río Grande, die zum Departamento Tolhuin wurden.

## Bevölkerung

### Übersicht
Lt. der Volkszählung 2022 zählt das Departamento 99.241 Einwohner. Bei der Volkszählung 2010 war das Geschlechterverhältnis mit 35.947 männlichen und 34.095 weiblichen Einwohnern ausgeglichen mit einem knappen Männerüberhang.
Nach Altersgruppen verteilte sich die Einwohnerschaft auf 19.632 Personen (28,0 %) im Alter von 0 bis 14 Jahren, 47.709 Personen (68,1 %) im Alter von 15 bis 64 Jahren und 2.701 Personen (3,9 %) von 65 Jahren und mehr.

### Bevölkerungsentwicklung
Das Gebiet ist sehr dünn besiedelt. Einzige größere Ansiedlung ist die Hauptstadt. Die Bevölkerungszahl hat seit 1970 stark zugenommen. Die Schätzungen des INDEC gingen von einer Bevölkerungszahl von 100.678 Einwohnern per 1. Juli 2022 aus.
| Jahr | 1970  | 1980   | 1991   | 2001   | 2010   | 2022   |
| Einwohner                                                                                                | 7.754 | 15.915 | 39.816 | 55.131 | 70.042 | 99.241 |
| Bevölkerungsentwicklung des Departements seit 1970; Quelle: Ergebnisse der Volkszählungen in Argentinien |       |        |        |        |        |        |